# Cot Sandeng
Cot Sandeng är en kulle i Indonesien.   Den ligger i provinsen Aceh, i den västra delen av landet, 1 700 km nordväst om huvudstaden Jakarta. Toppen på Cot Sandeng är 81 meter över havet.
Terrängen runt Cot Sandeng är platt norrut, men söderut är den kuperad. Terrängen runt Cot Sandeng sluttar norrut. Trakten runt Cot Sandeng är nära nog obefolkad, med mindre än två invånare per kvadratkilometer. Närmaste större samhälle är Sigli, 19,6 km nordväst om Cot Sandeng. I omgivningarna runt Cot Sandeng växer i huvudsak städsegrön lövskog.